# Cochabamba
Pour les articles homonymes, voir Cochabamba (homonymie).
 (septembre 2024).
Si vous disposez d'ouvrages ou d'articles de référence ou si vous connaissez des sites web de qualité traitant du thème abordé ici, merci de compléter l'article en donnant les références utiles à sa vérifiabilité et en les liant à la section « Notes et références ».
Cochabamba est une ville de Bolivie, siège du Parlement sud-américain, capitale du département de Cochabamba et de la province de Cercado. Elle est située à 234 km (382 km par la route) au sud-est de La Paz. Sa population s'élevait à 630 587 habitants et 1 113 474 dans l'aire métropolitaine lors du recensement de 2012, devenant ainsi la quatrième ville du pays.

## Histoire
Bien avant la fondation de la ville, la région faisait partie de l'empire Inca qui s'étendait de l'Équateur à l'Argentine. Parmi les différents groupes ethniques qui composaient l'empire Inca, les Quechuas prédominaient. Ils étendirent leur culture sur une grande partie de l'empire, ce qui explique la place du quechua à Cochabamba.
La ville fut fondée durant la colonisation espagnole au XVIe siècle. Elle connut en fait deux fondations : la première le 2 août 1571 par le capitaine Jerónimo de Osorio sous le nom de Villa de Oropesa ; la seconde le 1er janvier 1574, par Sebastián Barba de Padilla sur l'ordre du vice-roi Francisco de Toledo.
Durant la domination espagnole, le castillan devint la langue dominante en ville, alors que le quechua demeurait la principale langue utilisée dans les régions rurales, dans les bidonvilles urbains et dans le folklore. Cochabamba est donc considérée comme la « capitale quechua » de la Bolivie.
Le nom de la ville provient du quechua Qocha Pampa, qu'on peut traduire par « marécage » (qocha signifie « étendue d'eau » et pampa « plaine »). C'était à l'origine le nom du quartier insalubre où vivait la population purement quechuaphone, par opposition à la ville hispanique elle-même, alors appelée « Oropesa ».
|  |  |  |

La ville était un centre de production agricole qui fournissait la nourriture aux mineurs des autres villes, principalement Potosí. Actuellement[Quand ?], Cochabamba tente de diversifier son économie.
En 2000, Cochabamba a été le théâtre d'une guerre de l'eau à la suite de la privatisation de la gestion de l'eau qui avait généré un doublement des tarifs.
En avril 2010, Cochabamba a accueilli la Conférence mondiale des peuples contre le changement climatique.
En novembre 2019, lors des troubles qui conduiront au renversement du président Evo Morales, la milice d’extrême droite Resistencia Juvenil Cochala multiplie les agressions contre les militants de gauche, incendie des logements sociaux et met à sac la maison du président bolivien et le siège du MAS. Durant l'année qui suit, ses militants, munis de bâtons, de grenades lacrymogènes et parfois d’armes à feu, instaurent un climat de peur contre leurs adversaires politiques avec la complicité de la police locale.

### Union des nations sud-américaines
L'Union des nations sud-américaines (UNASUR) a élu Cochabamba comme siège du parlement de l'Union des Nations sud-américaines. En 2013, la déclaration de Cochabamba demandait des excuses, de la part de certains pays européens, pour les problèmes posés à l'avion présidentiel bolivien en 2013.

## Géographie

### Climat

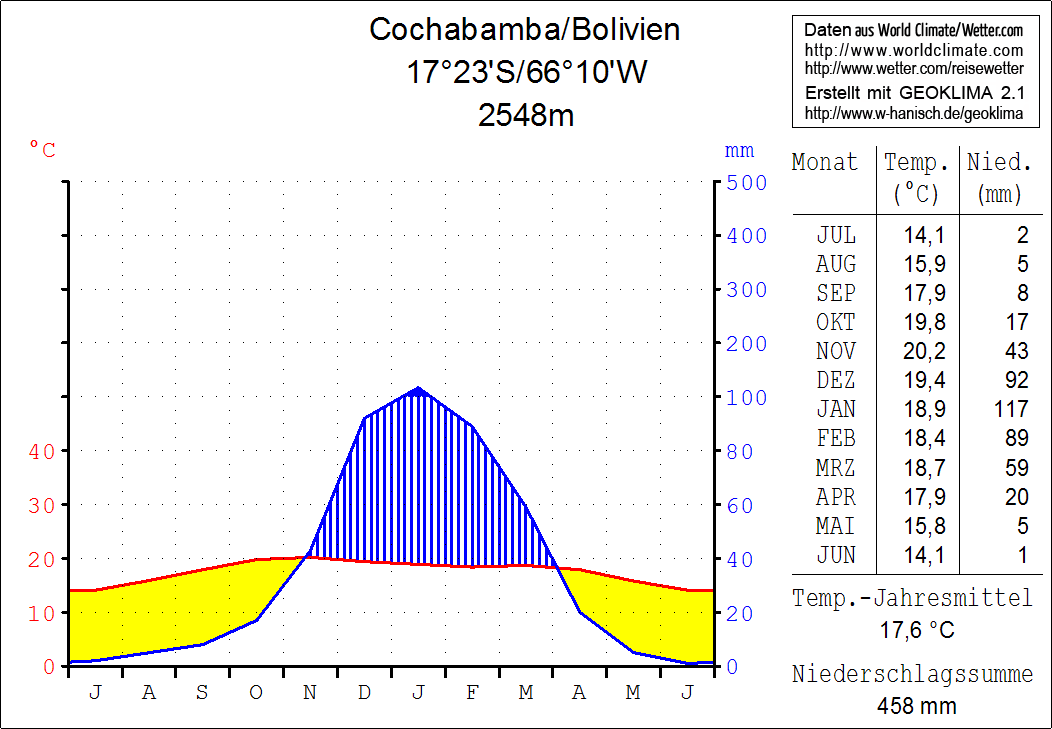
Climogramme de Cochabamba (le premier mois est juillet).

Située dans une vallée fertile à plus de 2 500 m d'altitude, Cochabamba jouit d'un climat tempéré, qui est même qualifié de « printemps éternel ». Les précipitations ont lieu de janvier à mars, sous forme d'orages. La température oscille entre 14 et 30 °C environ. D'avril à octobre, le temps est très sec et ensoleillé. En revanche, l'amplitude thermique journalière est très forte. Les températures négatives sont tout à fait courantes, mais l'après-midi se réchauffe vite et atteint les 27 à 29 °C.

## Éducation

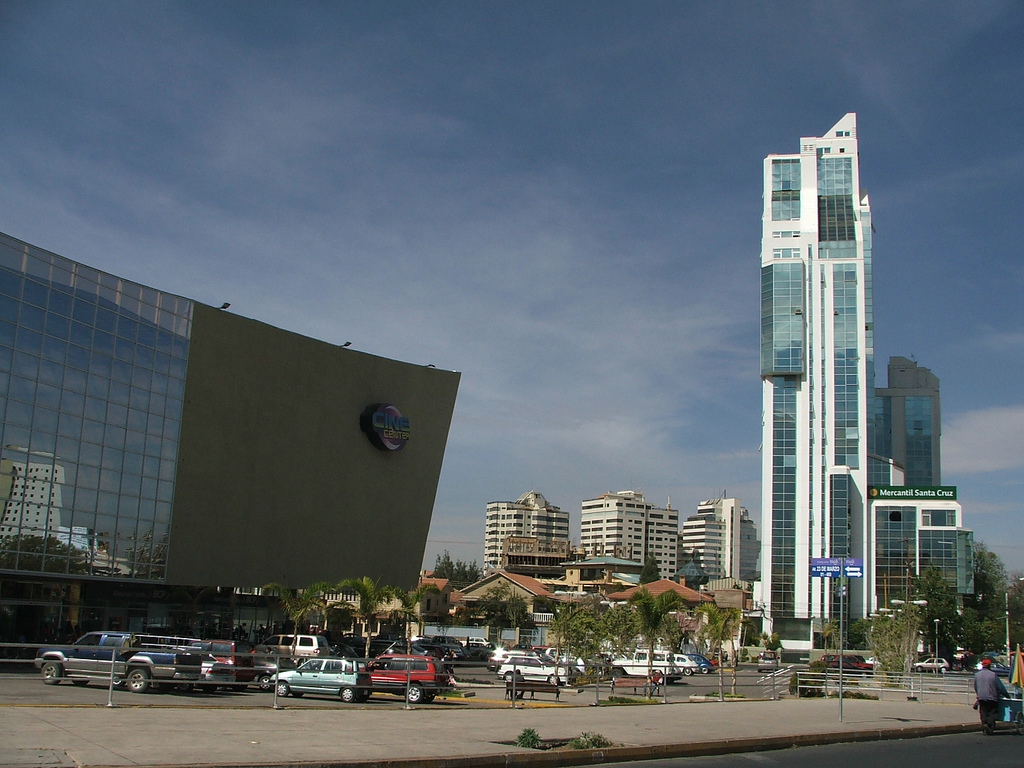
Centre-ville, vue depuis le Cine center.

Une des meilleures universités publiques de Bolivie, la Universidad Mayor de San Simón, se trouve à Cochabamba.

## Économie

### Tourisme

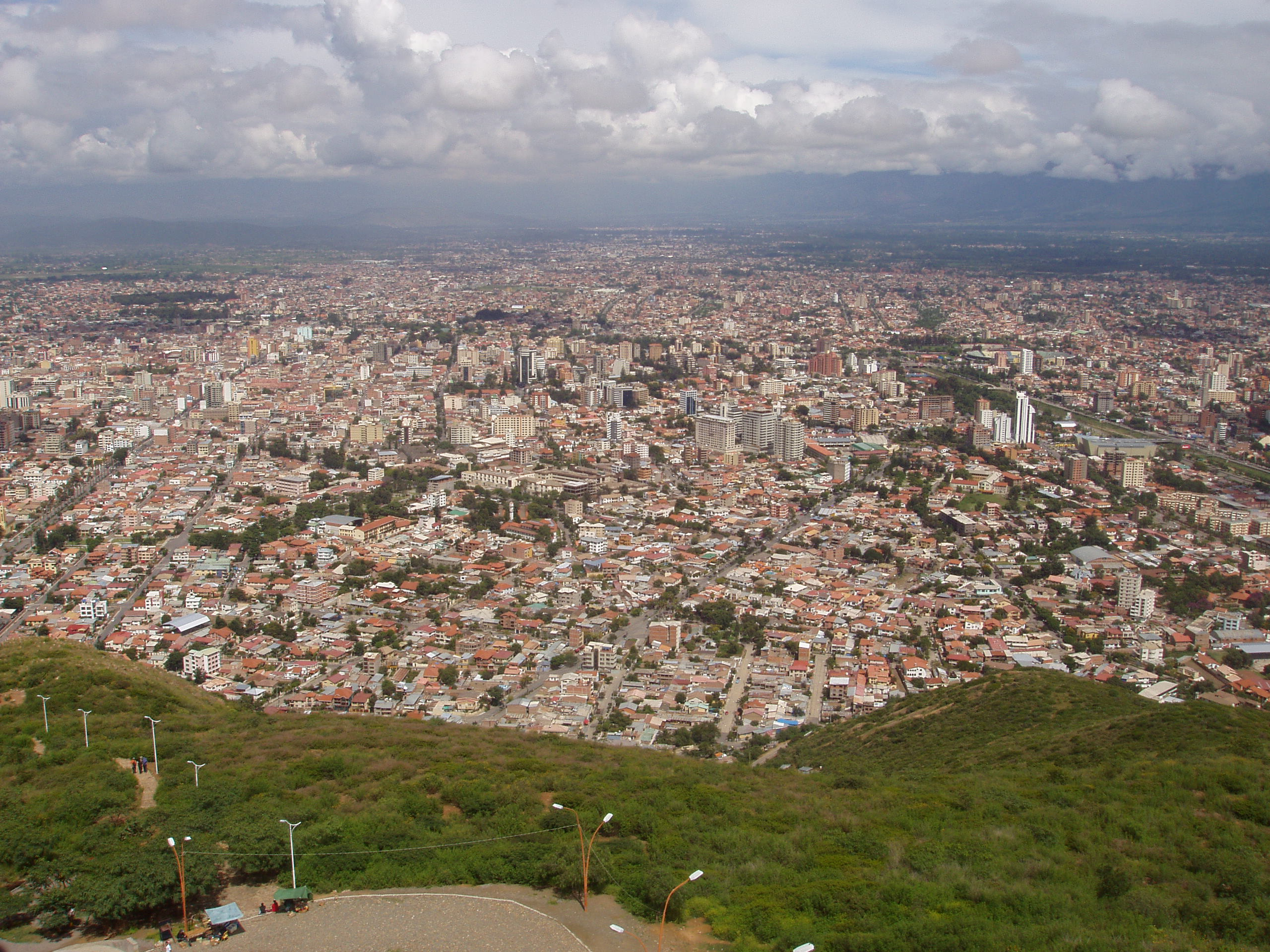
Panorama de la ville, vue depuis le Cerro San Pedro.

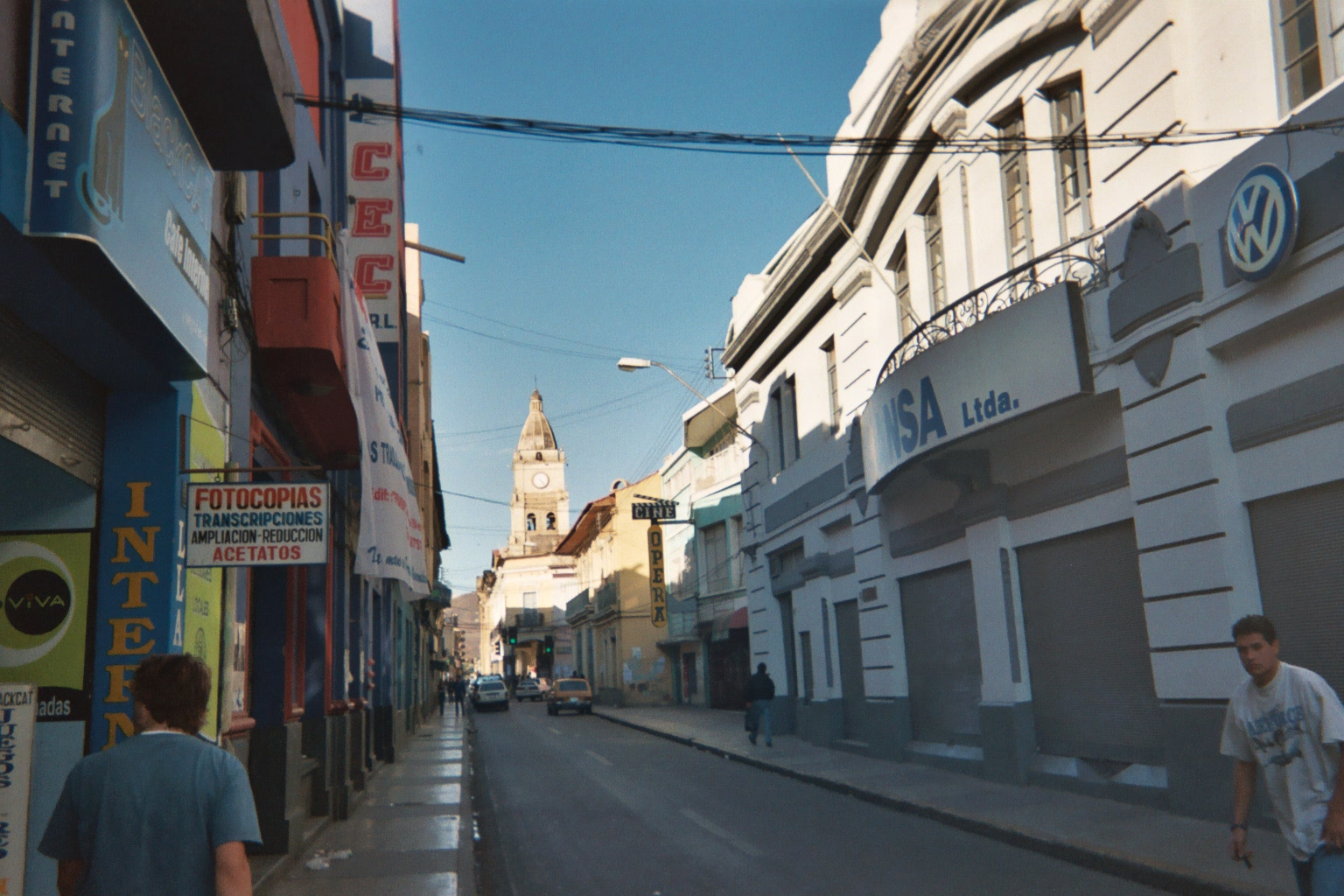
Une rue du centre de Cochabamba.

Cochabamba est une des grandes villes oubliées des voyageurs se rendant en Bolivie. Son atmosphère provinciale lui confère un charme discret. Ce n'est pas la Bolivie des hauts-plateaux, ni de l'Amazonie. C'est la Bolivie des vallées fertiles. La douceur de vivre mêlée au climat très clément, en font néanmoins une destination originale.
Connue à travers le pays comme la cité jardin, son centre a su conserver son caractère colonial. La Place du 14-Septembre avec la cathédrale diocésaine, le Prado et Cala Cala, sont les quartiers incontournables pour qui veut prendre le pouls de cette ville. L'avenue des Amériques concentre les principaux gratte-ciels et centres commerciaux.
La ville abrite aussi La Cancha, le plus grand marché en plein air d'Amérique du Sud.
« El Cristo de la Concordia » est le Christ rédempteur qui culmine à 265 m au-dessus de la ville. Similaire au Corcovado de Rio, celui-ci est le plus haut du continent, dépassant son homologue brésilien de six mètres.
Cochabamba est aussi réputée être la capitale gastronomique de la Bolivie.

### Agriculture
La région produit une importante part des fruits et légumes consommées dans tout le pays. La coca plus controversée y est également cultivée.
Cochabamba est un département qui, du fait de la géographie, est distribué sur une zone plutôt vallée sec qui permet l'agriculture de beaucoup des graines (blé, maïs, soja, pommes de terre, quinoa, et autres) et aussi quelques vignes.
Les fruits sont surtout produits dans une zone plutôt tropicale (à environ 200 km), le Chapare, qui permet la production des fruits tels que : bananes, banane plantain, oranges, papayes, goyaves, ananas, canne de sucre, patate douce,

## Transports

### Aérien
L'aéroport international Jorge Wilstermann dessert la ville et la relie au reste du continent, via une escale à La Paz ou Santa Cruz (code AITA : CBB). L’aéroport est également le hub de la compagnie nationale BOA.

### Route
Deux routes nationales majeures relient Cochabamba aux autres villes du pays. La route nationale 7 permet une liaison vers Santa Cruz à l'est et la route nationale 4 vers cette dernière et vers La Paz et Oruro à l'ouest. Le réseau routier urbain est assez développé dans l'ensemble de l'agglomération.

### Transports en commun

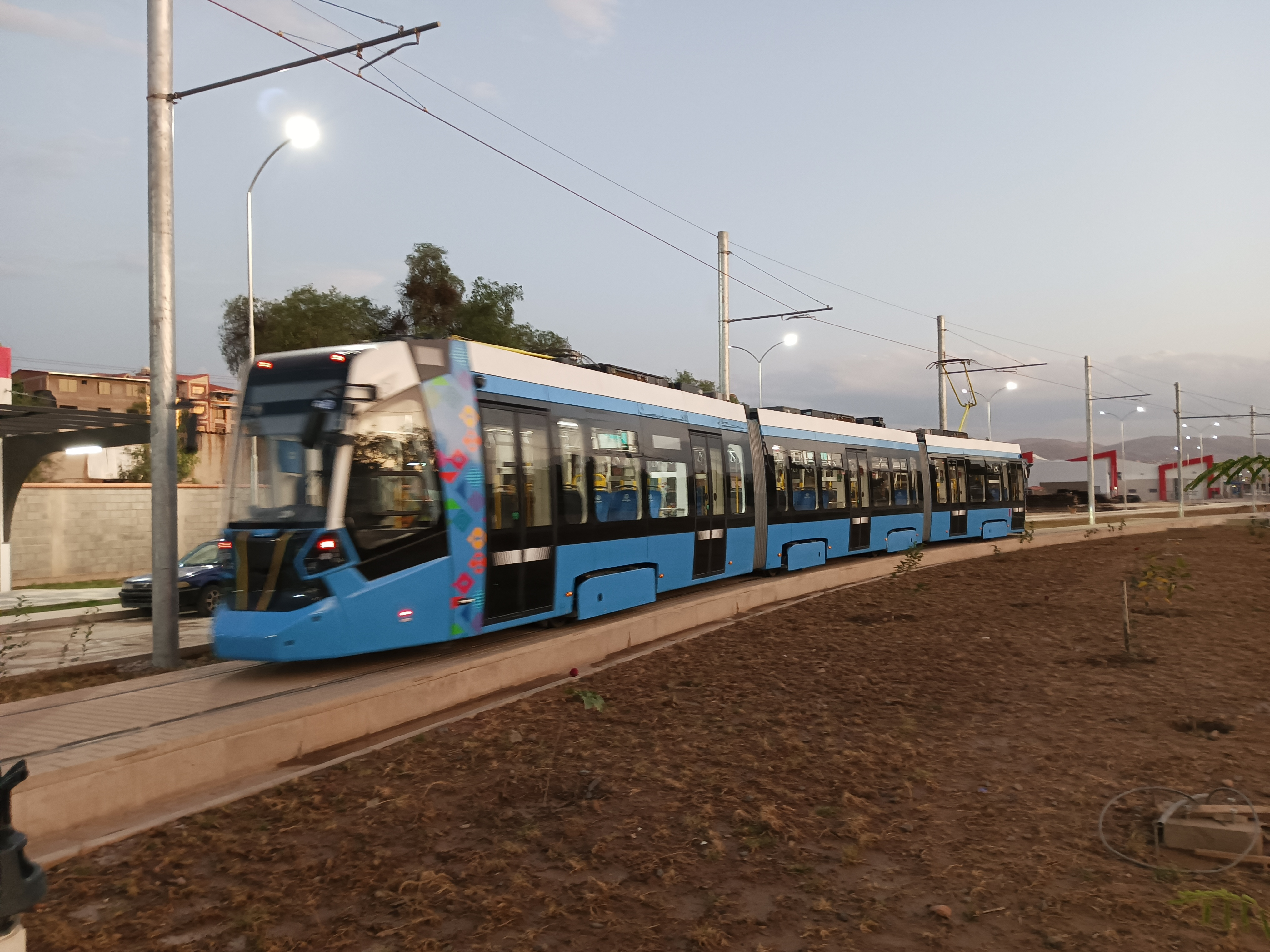
Le Mi Tren.

Les transports publics sont gérés par des syndicats indépendants. Les bus sont vieillissants et leur entretien n'est pas toujours optimal. Le taxi reste un moyen commode et abordable pour se déplacer en ville. Une gare routière proche du centre-ville permet de relier la ville au reste du pays grâce à de nombreuses liaisons en autobus quotidiennes. 
Un train léger, baptisé Mi Tren, est inauguré en 2022 et permet de relier certaines zones du sud de la ville avec d'autres municipalités du département de Cochabamba, telles Colcapirhua et Quillacollo.

### Train
L'ancienne gare ne voit plus que quelques Ferrobus circuler.

## Environnement
En 2025, Cochabamba, bien que connue sous le nom de « ville jardin », est considérée comme la ville la plus polluée de Bolivie. Les déchets sont, selon le bureau du gouverneur, « l'un des principaux problèmes de Cochabamba ». En effet, le lieu ne dispose pas d'usine de traitement, de système de recyclage et ses habitants n’ont pas la culture du dépôt d’ordures dans les poubelles. Il y est courant de simplement laisser ses détritus dans les rues. Ces grandes quantités de déchets déversés dans la nature et à proximité des rivières contribuent ensuite à la contamination des sols et des eaux et provoquent des inondations. Le SEL a lancé un programme de nettoyage avec près de 120 jeunes âgés de 17 à 20 ans afin de prendre soin de la création.

## Personnalités
- Martin Cárdenas (1899-1973), l'un des plus importants botanistes boliviens, fit ses études secondaires à Cochabamba. Le jardin botanique de la ville porte son nom.
- Simón Iturri Patiño (1860-1947), le « roi de l'étain », est né à Cochabamba ; il fut l'une des plus grandes fortunes du pays ; sa maison, aujourd'hui reconvertie en musée, peut être visitée.
- Edmundo Paz Soldán (né à Cochabamba en 1967), écrivain.
- Virginia Blanco Tardío (1916-1990), catéchiste catholique, vénérable.
- Alejandro Saravia (né en 1962), écrivain.
- Andrés Neumann (né en 1943), artiste.
- Ana Rosa Tornero (1907–1984) est une écrivaine, journaliste, réformatrice sociale et féministe bolivienne a enseigné au lycée Zamudio à Cochabamba.
- Wálter Guevara Arze (1912-1996), homme politique et président de la République en 1979.
- Lidia Gueiler Tejada (1921-2011), femme politique et présidente de la République de 1979 à 1980.
- Jaime Paz Zamora (né en 1939), homme politique et président de la République de 1989 à 1993.
- Jorge Quiroga (né en 1960), homme politique et président de la République de 2001 à 2002.
- Eduardo Rodríguez Veltzé (né en 1956), juriste, homme politique et président de la République de 2005 à 2006.
- Mario Terán (1942-2022), militaire bolivien.